# CNaVT
CNaVT(네덜란드어: Certificaat Nederlands als Vreemde Taal, 영어: Certificate of Dutch as Foreign Language)는 네덜란드어 공인 시험의 하나이다.